# Знезараження води
Знезара́ження води́ (англ. water desinfection; нім. Wasserentseuchung f, Wasserentseuchung f) — санітарно-технічні процеси ліквідації у воді мікроорганізмів (бактерій, вірусів), які перешкоджають її використанню для пиття, господарських потреб і промислових цілей або викиданню в природні водойми.
Розрізняють реагентні (хімічні) і безреагентні (фізичні) способи знезараження води, а також поєднані (комбіновані).
До реагентних належать хлорування, озонування, знезараження йонами міді, срібла та ін.
До безреагентних — знезараження ультрафіолетовим промінням, ультразвуком, йонізуючим випроміненням, фільтруванням і тепловим оброблянням.
Розрізняють знезараження і за об'ємом води, що знезаражують: побутове та промислове.
Знезаражуванню піддається вода, що використовується для господарсько-питних цілей та для підтримування тиску в нафтових покладах. Вміст у питній воді мікробів, який визначається кількістю колоній, після 24-годинного вирощування при температурі 37 °C повинен бути не більше 100 в 1 см3, кишкових паличок не більше 3 штук в 1 дм3 води.
Також є різниця у ступені знезараження води залежно від мети її подальшого застосування, тобто, вода знезаражена для господарського застосування буде критично відрізнятись від води знезараженої для пиття.